# スロバキアの都市交通

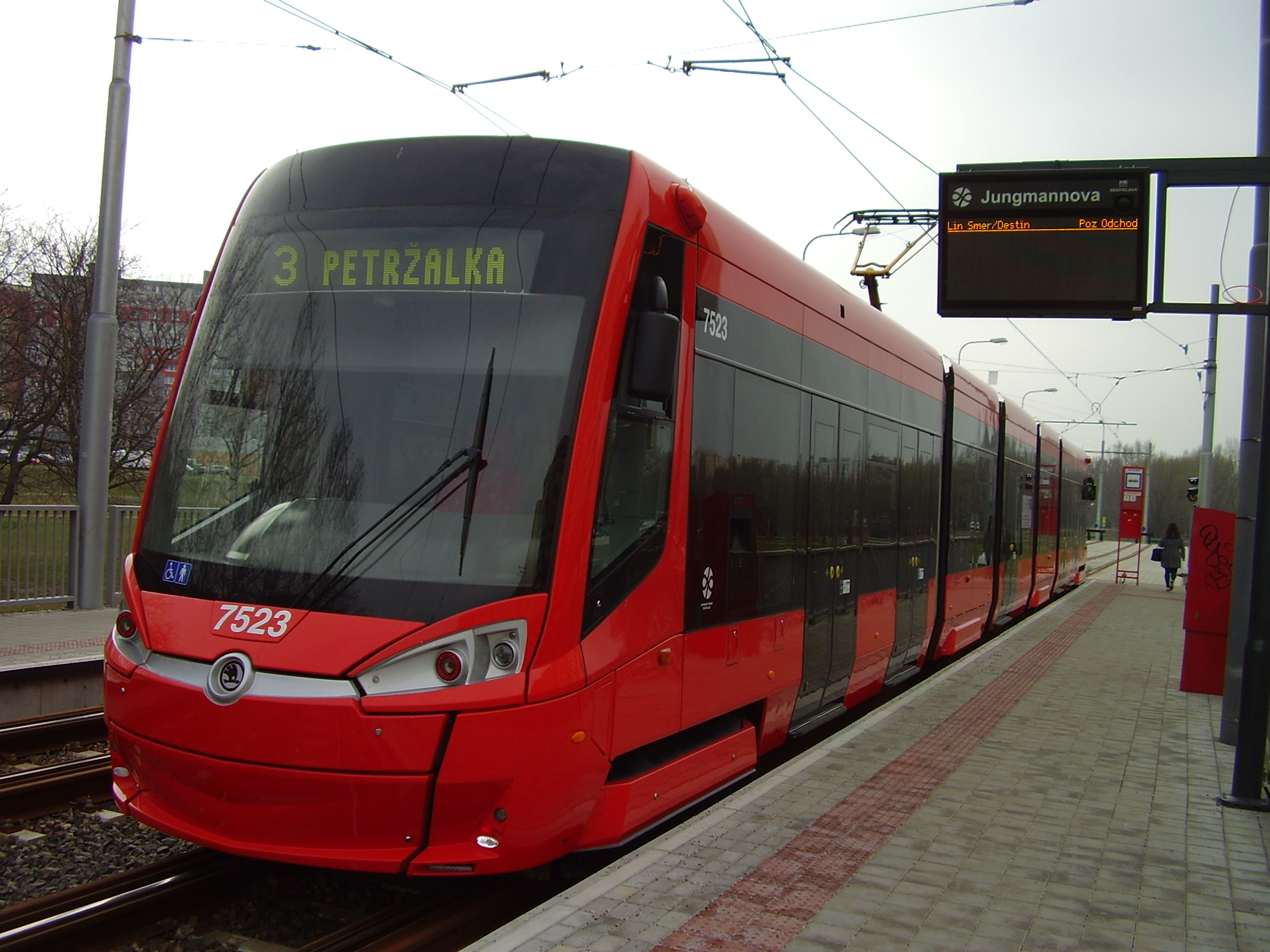
2016年にドナウ川南岸へ延伸しペトルジャルカ街区と北岸の旧市街区などとの直結を果たしたDPBブラチスラヴァ市電（ペトルジャルカ街区ユングノヴァ停留場）

スロバキアの都市交通は、スロバキアの都市（mesto）における都市公共交通機関（MHD, Mestská hromadná doprava）について述べる。スロバキアにおいては2都市で路面電車が、5都市でトロリーバスが運行されているほか、多くの都市で路線バスが運行されている。

## 概要

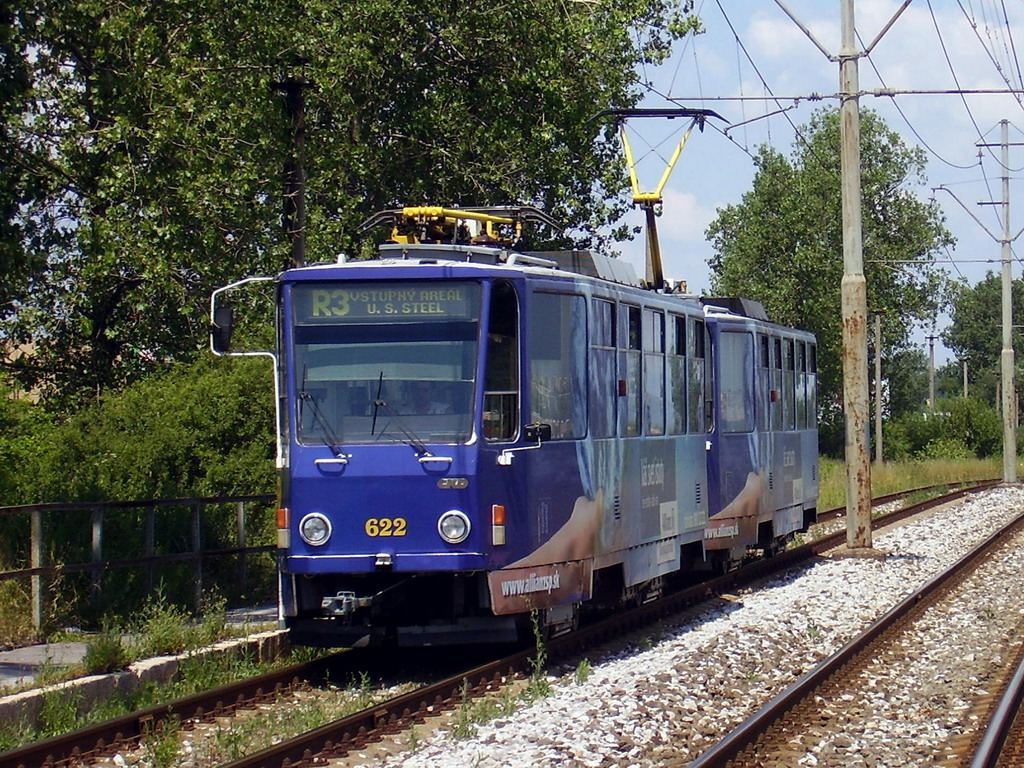
スロバキアで唯一の都市近郊電車線であるDPMKコシツェ急行線

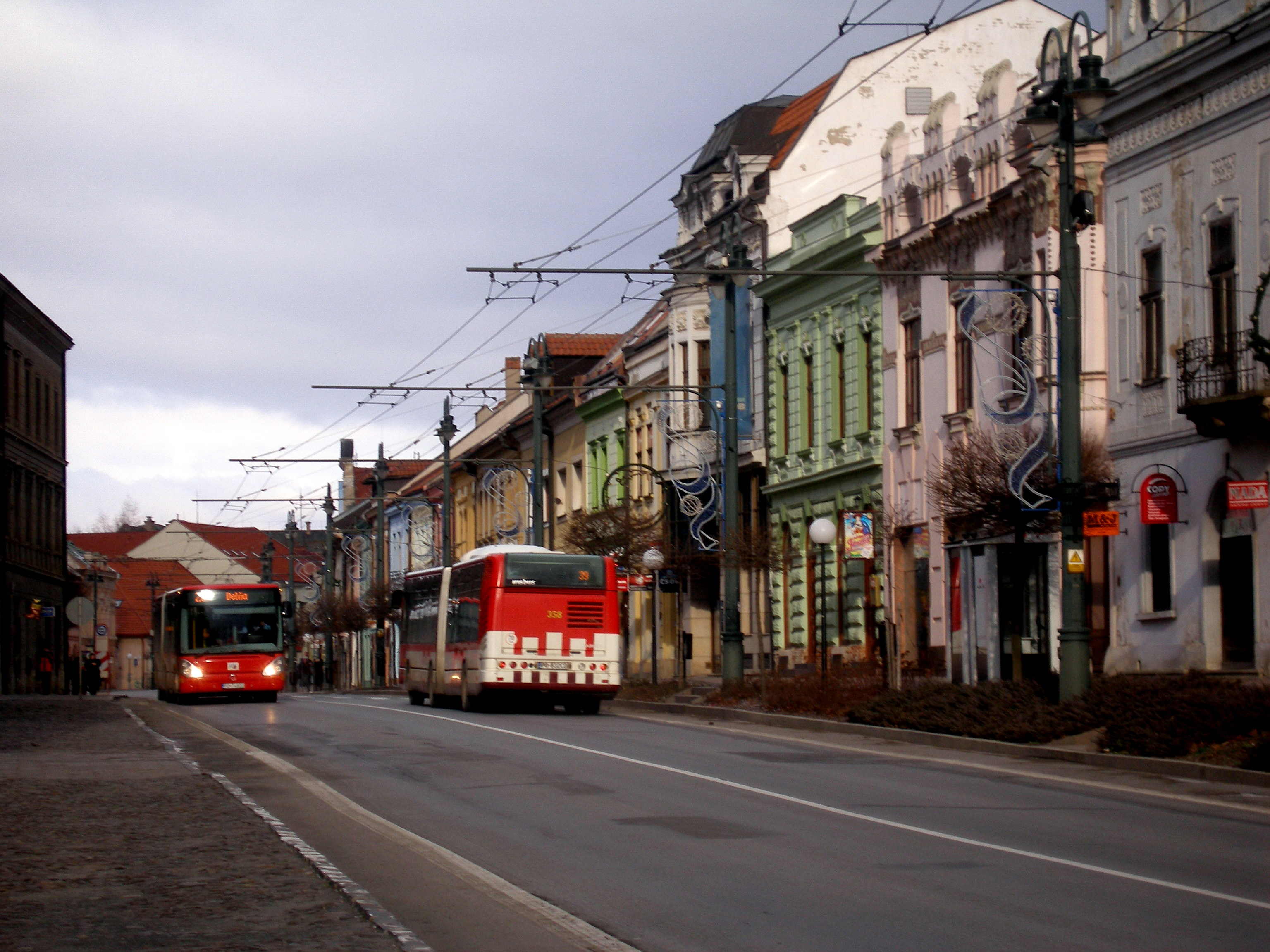
プレショウ市交通企業株式会社のトロリーバス線

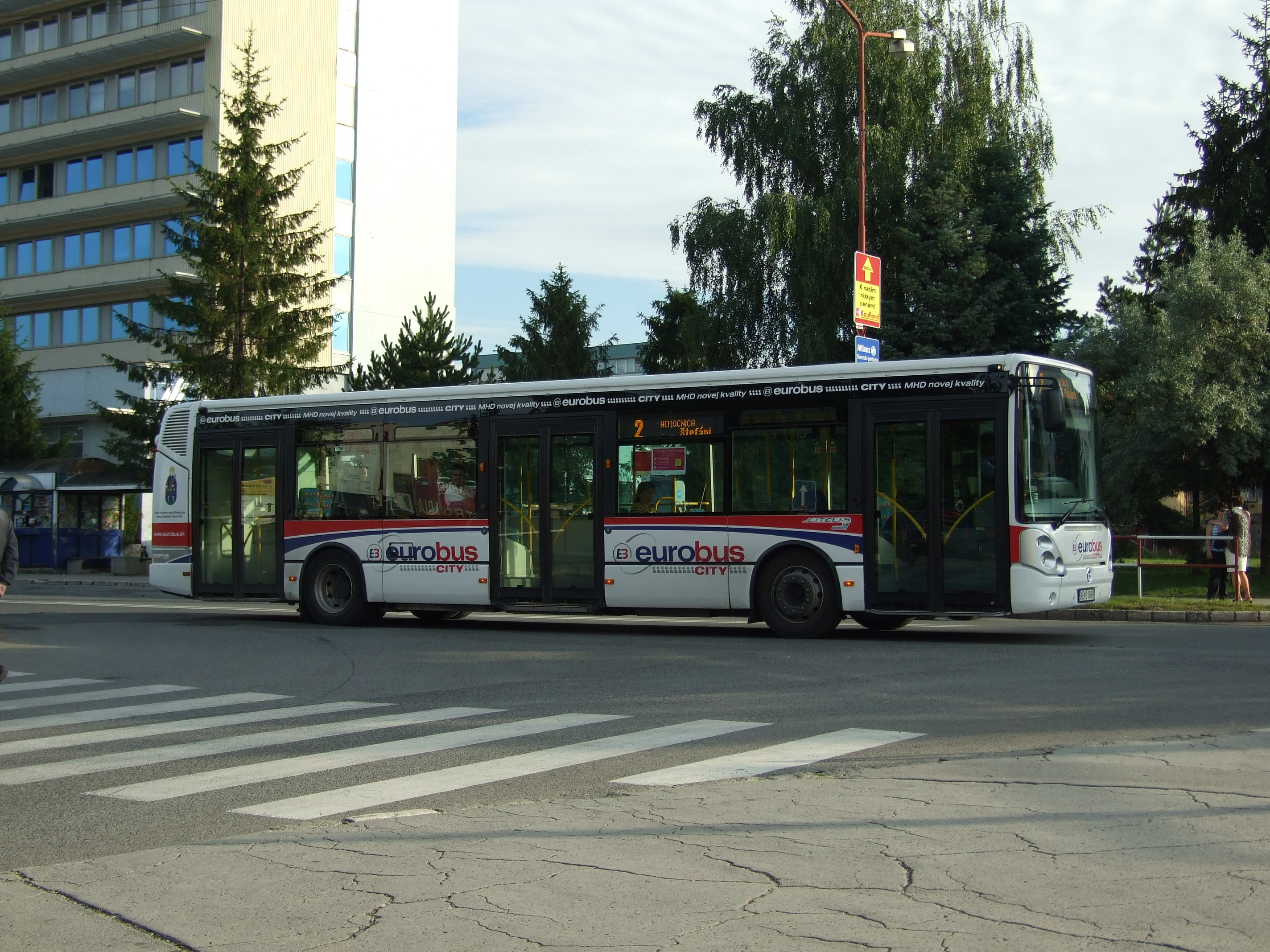
ユーロバス（旧SADコシツェ）が運行するスピシュスカー・ノヴァー・ヴェス市内の路線バス

路面電車はブラチスラヴァ市（ブラチスラヴァ交通企業株式会社、DPB:Dopravný podnik Bratislava, a.s.）とコシツェ市（コシツェ市交通企業株式会社、DPMK:Dopravný podnik mesta Košice, a.s.）で運行されており、トロリーバスやバスとともに市街地の公共交通網を形成している。
国内最大の路線網を持つブラチスラヴァ市電は狭軌（1000mmゲージ）で、輸送力不足が課題となっているものの、都市交通の主幹を担っており、2016年には市街地中心部からドナウ川を挟んだ巨大団地が広がるペトルジャルカ街区を路面電車で結ぶ新線延伸も行っている。コシツェ市電は近郊電車線のコシツェ急行線（Košická rýchlodráha）が市街地中心部と郊外の東スロバキア製鉄所国営会社（現・USスチール・コシツェ有限責任会社）や近郊集落を結ぶ重要な交通機関となっている。
トロリーバスはブラチスラヴァ、コシツェのほか、ジリナ市、プレショウ市、バンスカー・ビストリツァ市の3市で運行されている。ニトラ市やトルナヴァ市などほかの規模の大きな都市では連接バスを含む路線バス網のみが運行されている。そのほか人口が5万人を下回る各小都市にあっては、地元のスロバキアバス交通（SAD, Slovenská autobusová doprava）などが路線バスを運行している。

## 各都市の公共交通事業体（MHD）
ブラチスラヴァ県（Bratislavský kraj）
- ブラチスラヴァ - ブラチスラヴァ交通企業株式会社（DPB, Dopravný podnik Bratislava, a.s.）
- セネツ - スロヴァック・ラインズ株式会社（Slovak Lines, a.s.）

トルナヴァ県（Trnavský kraj）
- ドゥナイスカー・ストレダ - SADドゥナイスカー・ストレダ株式会社
- ガランタ - SADドゥナイスカー・ストレダ株式会社
- フロホヴェツ - SADトルナヴァ株式会社
- ピエシュチャニ - SADトルナヴァ株式会社
- セレジュ - SADドゥナイスカー・ストレダ株式会社
- セニツァ - SADトルナヴァ株式会社
- スカリツァ - SKANDスカリツァ企業体有限責任会社（SKAND Skalica, spol. s.r.o）
- トルナヴァ - SADトルナヴァ株式会社

トレンチーン県（Trenčiansky kraj）
- バーノフツェ・ナド・ベブラヴォウ - SADプリエヴィジャ株式会社
- ハンドロヴァー - SADプリエヴィザ株式会社
- ノヴェー・メスト・ナド・ヴァーホム - SADトレンチーン株式会社
- パルチザーンスケ - SADプリエヴィザ株式会社
- ポヴァジュスカー・ビストリツァ - 都市交通企業体株式会社ポヴァジュスカー・ビストリツァ（Mestská dopravná spoločnosť, a.s., Považská Bystrica）
- プリエヴィジャ、ボイニツェ - SADプリエヴィザ株式会社
- プーホウ - SADトレンチーン株式会社
- トレンチーン - SADトレンチーン株式会社

ニトラ県（Nitriansky kraj）
- コマールノ - SADノベー・ザームキ株式会社
- レヴィツェ - SADノベー・ザームキ株式会社
- ニトラ - ヴェオリア・トランスポート・ニトラ株式会社（Veolia transport Nitra, a.s.）
- ノヴェー・ザームキ - SADノヴェー・ザームキ株式会社
- シャリャ - SADノヴェー・ザームキ株式会社
- シャヒ - SADノヴェー・ザームキ株式会社
- シュトゥーロヴォ - SADノヴェー・ザームキ株式会社
- シュラニ - SADノヴェー・ザームキ株式会社
- トポリュチャニ - ヴェオリア・トランスポート・ニトラ株式会社
- ウラーブレ - ヴェオリア・トランスポート・ニトラ株式会社
- ズラテー・モラウツェ - ヴェオリア・トランスポート・ニトラ株式会社

ジリナ県（Žilinský kraj）
- チャドツァ - SADジリナ株式会社
- ドルニー・クビーン - SADリオルバス株式会社（SAD LIORBUS a.s.）
- キスツケー・ノヴェー・メスト - SADジリナ株式会社
- リプトウスキー・ミクラーシュ - SADリオルバス株式会社
- マルチン、ヴルートキ - SADジリナ株式会社
- ルジョムベロク - SADリオルバス株式会社
- ジリナ - ジリナ市交通企業有限責任会社（DPMŽ, Dopravný podnik mesta Žiliny, s.r.o.）

バンスカー・ビストリツァ県（Banskobystrický kraj）
- バンスカー・ビストリツァ - バンスカー・ビストリツァ市交通企業株式会社（DPMBB, Dopravný podnik mesta Banská Bystrica, a.s.）、SADズヴォレン株式会社
- ブレズノ - ブレズノ交通企業有限責任会社（Dopravný podnik Brezno s.r.o.）
- ルチェネツ - SADルチェネツ株式会社
- リマウスカー・ソボタ - SADルチェネツ株式会社
- ズヴォレン、スリアチュ - SADズヴォレン株式会社
- ジアル・ナッ・フロノム - SADズヴォレン株式会社

プレショウ県（Prešovský kraj）
- バルデヨウ - SADプレショウ株式会社
- フメンネー - SADフメンネー株式会社
- ケジマロク - SADポプラト株式会社
- レヴォチャ - SADポプラト株式会社
- プレショウ - プレショウ市交通企業株式会社（DPMŽ, Dopravný podnik mesta Prešov, a.s.）
- ポプラト - SADポプラト株式会社
- スヴィドニーク - SADフメンネー株式会社
- スヴィト - SADポプラド株式会社
- ウラノウ・ナッ・トプリョウ - SADフメンネー株式会社

コシツェ県（Košický kraj）
- コシツェ - コシツェ市交通企業株式会社（DPMK, Dopravný podnik mesta Košice, a.s.）
- ミハロウツェ - SADミハロウツェ株式会社
- ロジュニャヴァ - ユーロバス株式会社ロジュニャヴァ運輸事務所（eurobus, a.s. - DZ Rožňava）
- スピシュスカー・ノヴァー・ヴェス - ユーロバス株式会社スピシュスカー・ノヴァー・ヴェス運輸事務所（eurobus, a.s. - DZ Spišská Nová Ves）
- トレビショウ - SADミハロウツェ株式会社